# セガゲーム本舗
セガゲーム本舗（セガゲームほんぽ）は、かつてセガ・ミュージック・ネットワークス→セガが運営していたメガドライブ・メガCD用ソフトをPC上で遊べるエミュレーションソフトの配信サイト。

## 概要
2003年11月にコンシューマ向けにサービスを開始。2004年には業務用向けにも拡大したが、2005年4月に運営がセガ・ミュージック・ネットワークスからセガへ移管され、2006年9月末にサービスを終了した。
その後、セガは任天堂Wiiのダウンロードサービス・バーチャルコンソールで、セガゲーム本舗でリリースされたラインナップを順次配信している（ただし、メガCDのソフトは配信されていない）。
また、格安パソコンソフトを販売していたメディアカイトからパッケージ版も発売されていた。
ちなみに、セガサターン用ソフトの配信サービスは、「B-CLUB」という名称で提供されていた

## メガドライブタイトル配信ゲーム一覧
全125タイトル。

### シューティング
- アローフラッシュ
- インセクターX
- エクスランザー
- FZ戦記アクシス
- ガイアレス
- ギャラクシーフォースII
- 空牙
- クライング 亜生命戦争
- グラナダ
- グレイランサー
- 鋼鉄帝国
- ジノーグ
- 重装機兵レイノス
- スーパーファンタジーゾーン
- スペースハリアーII
- ダーウィン4081
- バトルマニア
- バトルマニア大吟醸
- ヘルファイアー

### アクション
- アウォーグ
- アレックスキッド 天空魔城
- ESWAT
- ヴァリスIII
- エイリアンストーム
- エイリアンソルジャー
- エコー・ザ・ドルフィン
- エコー・ザ・ドルフィン２
- SDヴァリス
- エル・ヴィエント
- カメレオンキッド
- ガンスターヒーローズ
- クラックダウン
- クルードバスター
- ゲイングランド
- ゴールデンアックス
- ゴールデンアックスII
- ゴールデンアックスIII
- コミックスゾーン
- ザ・スーパー忍II
- ジ・ウーズ
- シャドーダンサー ザ・シークレット・オブ・シノビ
- 獣王記
- 16t
- ジュエルマスター
- ソニック&ナックルズ
- ソニック・ザ・ヘッジホッグ2
- ソニック・ザ・ヘッジホッグ3
- ダイナマイトヘッディー
- タイムドミネーター
- チェルノブ
- どきどきペンギンランド
- ハイパーマーブル
- ビースト・ウォリアーズ
- ベア・ナックル 怒りの鉄拳
- ベア・ナックルII 死闘への鎮魂歌
- ベア・ナックルIII
- ボナンザブラザーズ
- ミッドナイトレジスタンス
- 夢幻戦士ヴァリス
- ワンダーボーイIII モンスターレア
- リスター・ザ・シューティングスター
- レッスルウォー
- ロボットバトラー

### アドベンチャー
- バトルゴルファー唯

### テキストアドベンチャー
- ファンタシースターシリーズ
  - ファンタシースターII テキストアドベンチャー アーミアの冒険
  - ファンタシースターII テキストアドベンチャー アンヌの冒険
  - ファンタシースターII テキストアドベンチャー カインズの冒険
  - ファンタシースターII テキストアドベンチャー シルカの冒険
  - ファンタシースターII テキストアドベンチャー ヒューイの冒険
  - ファンタシースターII テキストアドベンチャー ユーシスの冒険
  - ファンタシースターII テキストアドベンチャー ルドガーの冒険

### アクションRPG
- アークス・オデッセイ
- 新創世紀ラグナセンティ
- ストーリー オブ トア 〜光を継ぐ者〜
- ソーサリアン
- モンスターワールドIV
- ライトクルセイダー
- ワンダーボーイＶ モンスターワールドIII
- イースIII -ワンダラーズ フロム イース-

### RPG
- ヴァーミリオン (ゲーム)
- エグザイル 時の狭間へ
- 死の迷宮
- シャイニング&ザ・ダクネス
- ソーサルキングダム
- 時の継承者 ファンタシースターIII
- ドラゴンスレイヤー英雄伝説
  - ドラゴンスレイヤー英雄伝説II
- ファンタシースター 千年紀の終りに
- ファンタシースターII 還らざる時の終わりに
- 港のトレイジア
- ランドストーカー 〜皇帝の財宝〜
- レンタヒーロー

### シミュレーションRPG
- シャイニング・フォース 神々の遺産
- シャイニング・フォースII 古えの封印
- ラングリッサー
- ラングリッサー2

### 経営シミュレーション
- A列車で行こうMD

### 戦略・戦術シミュレーション
- アドバンスド大戦略 ドイツ電撃作戦
- ヴィクセン357
- 斬 夜叉円舞曲
- スーパー大戦略
- バハムート戦記
- ロードモナーク・とことん戦闘伝説

### レース
- Out Run 2019

### スポーツ
- キングサーモン
- パターゴルフ
- パドルファイター

### ビリヤード
- サイドポケット

### ピンボール
- 超闘竜烈伝ディノランド

### テーブル
- イチダントアール
- タントアール
- バッドオーメン
- マージャンCOP竜 白狼の野望
- メダルシティ

### パズル
- コラムス
- コラムスIII 対決！コラムスワールド
- ソニックイレイザー
- ピラミッドマジック
- ピラミッドマジックII
- ピラミッドマジックIII
- ピラミッドマジック Special
- ぷよぷよ
- ぷよぷよ通
- メガマインド

### クイズ
- パーティークイズ MEGA Q

## メガCDタイトル配信ゲーム一覧
全10タイトル。

### シューティング
- ソルフィース

### アクション
- アネット再び
- ソニック・ザ・ヘッジホッグCD

### アドベンチャー
- 魔法の少女シルキーリップ
- 夢見館の物語

### RPG
- アークス I・II・III
- アイル・ロード
- ヴァイ 〜流星の鎧〜
- 精霊神世紀フェイエリア

### シミュレーションRPG
- シャイニング・フォースCD